# Movimiento por la Libertad de Expresión

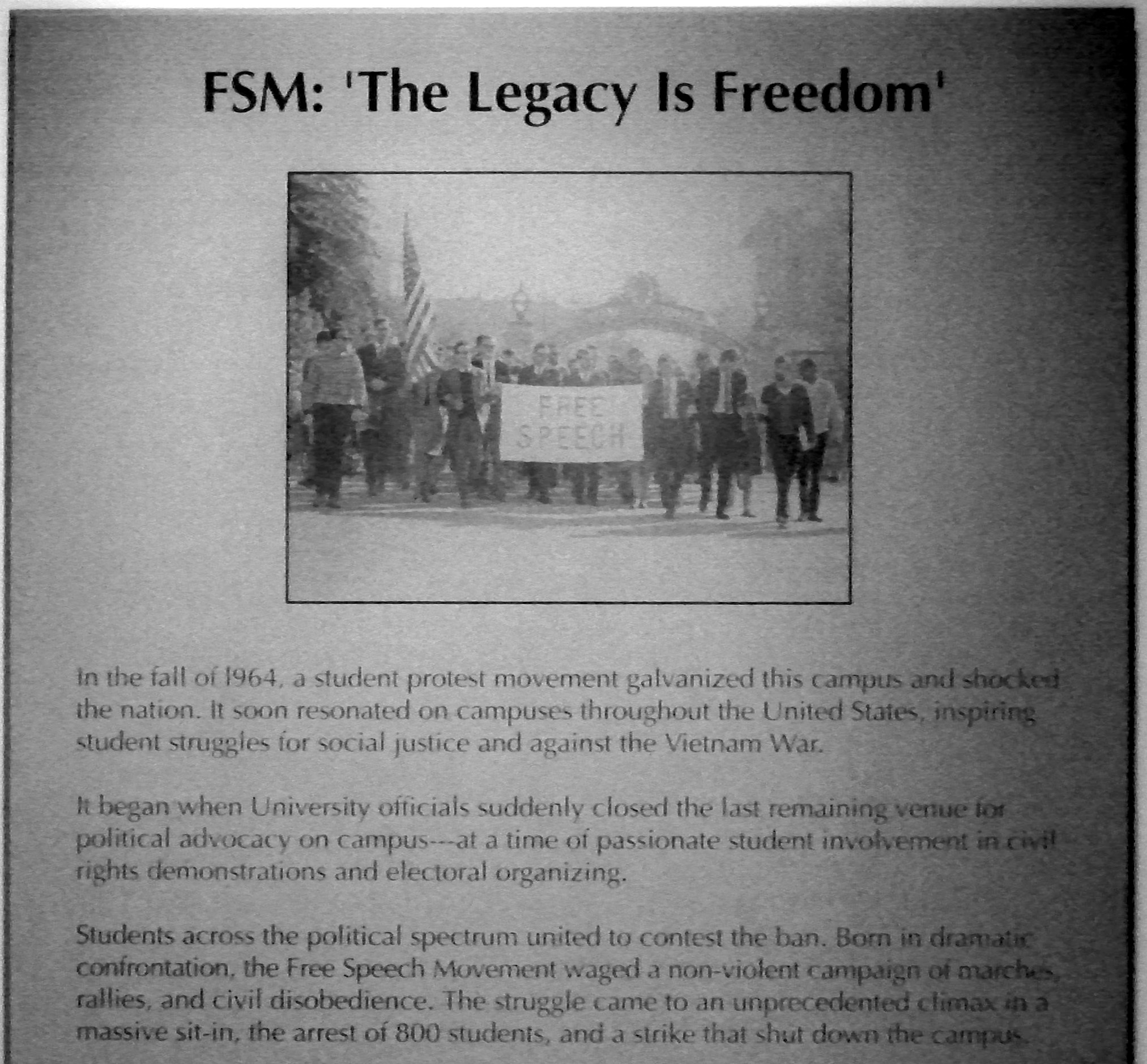
Monumento al Movimiento por la Libertad de Expresión en Berkeley.

El Movimiento por la Libertad de Expresión (en inglés: Free Speech Movement, FSM) fue una protesta estudiantil que comenzó en el campus de la Universidad de California, Berkeley, bajo el liderazgo del estudiante Mario Savio y otros. En las protestas, sin precedentes hasta esa fecha, los estudiantes reclamaban que la administración de la universidad levantara la prohibición sobre la realización de actividades políticas dentro del campus y reconociese su derecho a la libertad de expresión y la libertad académica. El movimiento por la Libertad de Expresión es citado a menudo como un punto de comienzo para muchos movimientos estudiantiles de protesta de los años 1960 y los inicios de los 70.
Los estudiantes activistas, algunos de los cuales viajaron con los Freedom Riders (Jinetes de la Libertad) y trabajaron para registrar votantes afroamericanos en el sur durante el verano, habían dispuesto mesas de información en el campus y estaban solicitando donaciones para causas del Movimiento por los Derechos Civiles en Estados Unidos. Esa actividad política, o cualquier otra actividad política, iba en contra de las reglas existentes en el campus. Había también un "juramento de honor" obligatorio requerido para la facultad, que condujo a un rechazo y una controversia en curso acerca de la libertad académica. En el 14 de septiembre, en 1964, la decana Katherine Towle anunció que el reglamento de la universidad que la prohibición que había sobre el apoyo de causas políticas o candidatos, oradores políticos de fuera, el reclutamiento de miembros, y la colecta de fondos por organizaciones de estudiantes en la intersección de las calles Bancroft y Telegraph se "haría cumplir rigurosamente". Esta franja había sido considerada hasta entonces propiedad de la ciudad, y no del campus.
El 1 de octubre, el exestudiante graduado Jack Weinberg estaba sentado en la mesa del CORE. Se negó a mostrar su identificación a la policía del campus y fue arrestado. Se produjo un movimiento espontáneo de estudiantes para rodear el coche de la policía en el que iba a ser transportado. Weinberg no salió del coche policial, y el coche tampoco se movió durante 36 horas. En ese punto, podría haber unos 3.000 estudiantes alrededor del coche.
Durante ese periodo, el coche fue usado como un podio para conferenciantes y una discusión pública continuada tuvo lugar que duró hasta que se restauraron los cargos contra Weinberg. Casi un mes más tarde, la universidad realizó una acusación contra los estudiantes que organizaron la sentada, desencadenando una protesta estudiantil aún más larga que forzó cerrar la universidad. El centro de la protesta fue Sproul Hall, el edificio de administración del campus, del cual se apoderaron los estudiantes en una manifestación pacífica masiva. Esta sentada terminó el 3 de diciembre cuando la policía arrestó más de 800 estudiantes.
Tras muchos alboroto, los oficiales de la universidad lentamente se echaron atrás. El 3 de enero de 1965, el nuevo rector en funciones Martin Meyesrson, estableció reglas provisionales para la actividad política en el campus de Berkeley, designando los pasos de Sproul Hall como un área abierta de discusión durante varias horas del día y permitiendo las mesas.
Una idea equivocada acerca del FSM, es que se trata de un movimiento orientado solo por la izquierda política. La realidad es que toda actividad política había sido prohibida, incluyendo a los Estudiantes de Goldwater y otros grupos conservadores. Estos grupos también participaron en el movimiento y se beneficiaron de él.
El Movimiento por la Libertad de Expresión tuvo efectos duraderos en el campus Berkeley y fue un movimiento crucial para el movimiento por los derechos civiles en los años sesenta. Fue visto como el comienzo del famoso activismo estudiantil que existió en el campus en los sesenta, y continúa en menor grado hoy en día. Hubo una reacción sustancialmente violenta contra los participantes en el Movimiento por la Libertad de Expresión. Bajo la presión del gobernador de California Ronald Reagan, la Junta directiva de la Universidad de California despacharon a su presidente Clark Kerr por su percepción de que había sido demasiado indulgente con los manifestantes. El FBI había guardado un expediente secreto sobre Kerr. Reagan había ganado atracción política por su campaña de una plataforma para "limpiar el desorden/lío de Berkeley". Esto incluía las protestas iniciales de la reunión del Comité Presidencial de Actividades Anti-Americanas en 1960. Allí, los manifestantes fueron desalojados de la escalinata interior del Ayuntamiento de San Francisco con mangueras de bombero, como se muestra en la película conservadora "Operación Abolición", que se tornó como una herramienta de organización para los manifestantes.
Poco después del FSM, un joven varón sosteniendo un sencillo cartel con la palabra "fuck" creó una corta sensación conocida como el "Filthy Speech Movement" ("Movimiento por el Habla Indecente"). Aunque fue vivido intensamente por unos pocos, las protestas sobre esta cuestión desaparecieron rápidamente, pues la mayoría de los estudiantes no lo veían como una causa a la que encomendarse.
En la primavera de 1965, tras el FSM le siguió el Comité del Día de Vietnam, un importante punto de partida para el movimiento contra la Guerra de Vietnam.
Hoy en día, Sproul Hall y sus la Sproul Plaza que le rodea son sitios activos para protestas y marchas, así como para las ordinarias mesas diarias y literatura gratuita para cualquiera que quiera aparecer, de cualquier orientación política. Una vasta variedad de grupos de todo tipo de corte político, religiosos y social levantan tablas en Sproul Plaza. La escalinata de Sproul, ahora llamada "Mario Savio Steps", puede ser reservada por cualquiera para dar una charla o mitin. En restaurante dentro del campus conmemora el evento, el Mario Savio Free Speech Movement Cafe, reside en una parte de la Librería Universitaria Moffitt.